# Lyr
För andra betydelser, se LYR.

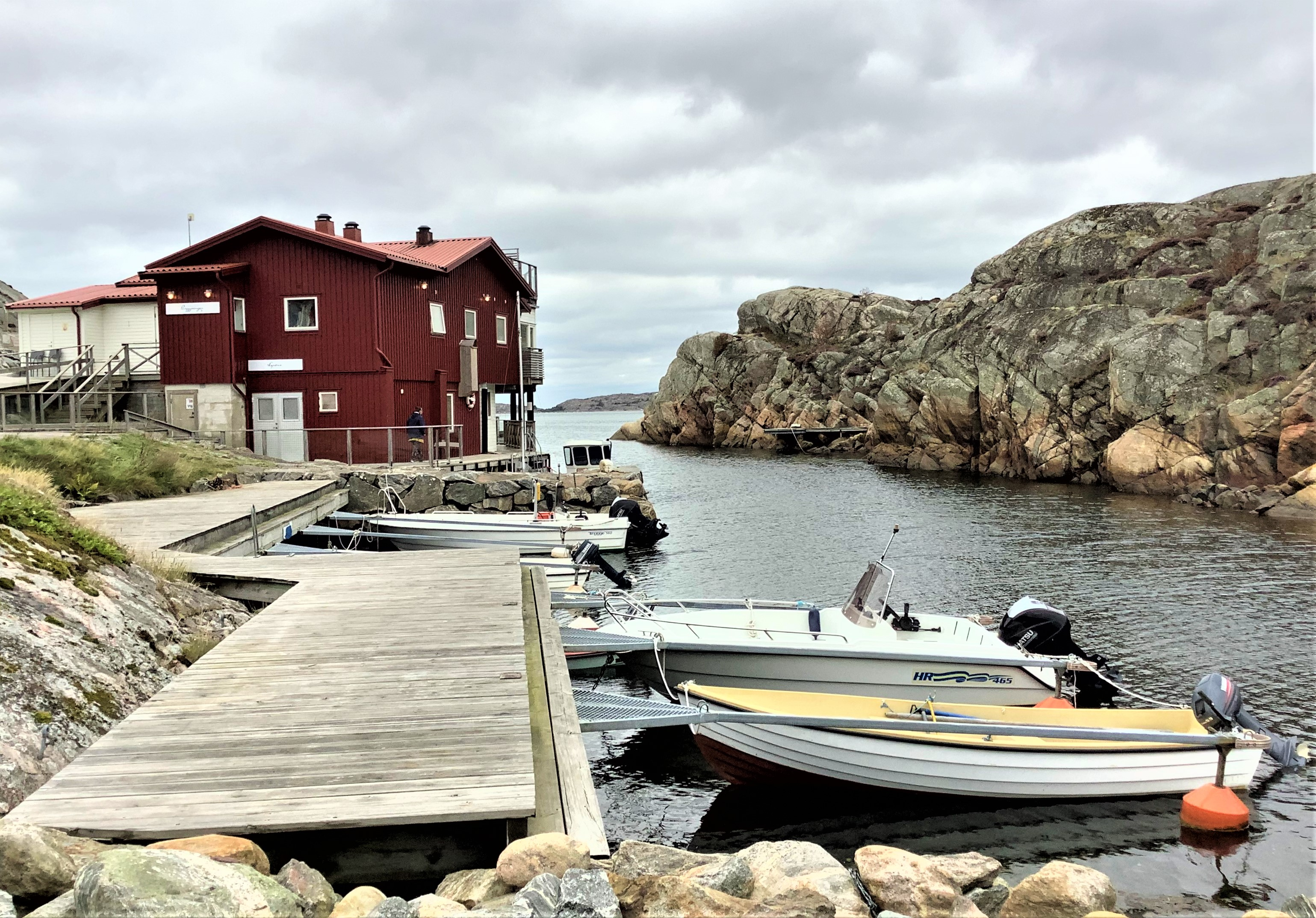
Bebyggelse vid Ängehamn på västra sidan av Lyr, 2021.

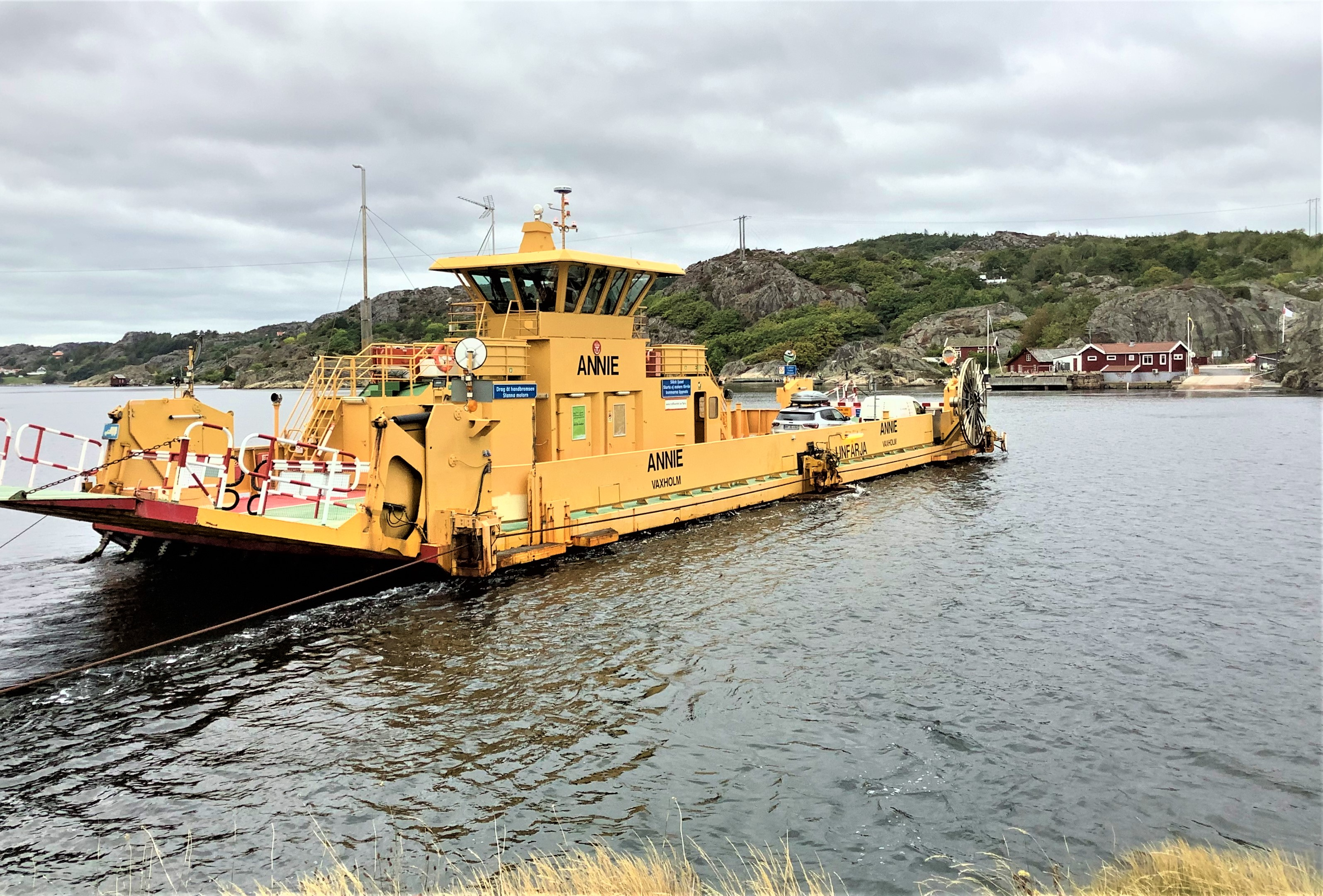
Linfärjan Annie på väg från Lyr till Lyresten på Orust, 2021.

Lyr, eller Lyrön är en ö i Tegneby socken utanför Orust i Bohuslän.
Ön har en yta på 857 hektar (8,57 km²) och hade 160 åretruntboende 2006. Bilfärjeförbindelsen Lyrleden finns norrut med Lyresten på Orust sedan 1952.
Lyr har varit bebodd så långt tillbaka som stenåldern. Här finns hövdingagravar och gravrösen från bronsåldern. Bland dessa märks bland annat det vackert belägna Ängerös, som återfinns strax norr om den naturliga hamnen Ängehamn. På västra sidan av ön, i nuvarande Brevik, fanns under 1600-talet fiskeläget Lyreleje. Det övergavs senare, och numera återstår inget av den bebyggelsen.
Under 1800- och 1900-talet var den huvudsakliga näringen jordbruk, med fiske och båtbyggeri som bisysslor.